# نظام النقاط
نظام النقاط هو نظام تتبعه الدول التي تقوم باستقبال مهاجرين إليها وقد تم عمل هذا النظام بهدف تحسين نوعية من تستقبلهم من المهاجرين ولتقييدهم عدديا أيضا وهذا عن طريق رهن مجموعة من الشروط وبالأحري المهارت والإمكانات بعدد معين من النقاط.

## اللغة
في قانون الهجرة الكندي ونظرا لكون كندا بها مقاطعتين إنجليزية وفرنسية فنجدها قد اشترطت علي الأقل إجادة أحد اللغتين الإنجليزية أو الفرنسية وخصصت لها عددا من النقاط تزيد هذه النقاط كلما كان الشخص أكثر إجادة لأحد اللغتين أو كلاهما
فقد خصص قانون الهجرة الكندي 5 نقاط لكل لغة أي من أراد أن يحصل علي 5 نقاط لكلا اللغتين فيجب أن يجيد كلا منهما تحدثا وكتابة وقراءة. إذا أجاد إحدي اللغتين قراءة وكتابة فقط فيحصل علي 5 نقاط
اما إذا أجاد فقط أحد اللغتنين متحدثا إياها بطلاقة ويجيد قرائتها فإنه يحصل علي 4 نقاط لهذه اللغة
اما إذا كان يتحدث أحد اللغتين بطلاقة دونما قراءة فانه يحصل علي نقطتين لهذه اللغة
اما إذا كان يتحدث أحد اللغتين بصعوبة فانه يحصل علي درجة لكلا منهما

## السن
فنجد قاون الهجرة الكندي قد اعطي الاولوية للشباب فهذه الدول تريد هنا من نظام النقاط ان تجتذب النوعية الأفضل ليكونوا مواطنين لها وبالتالي كلما قل سن المتقدم للهجرة اقل كلما كانت فرصته في الهجرة اعلي
وذلك علي النحو التالي:
فمن الثماني عشر سنة الي الستة والثلاثون يحصل علي عشرة نقاط
وفي الستة والثلاثون يحصل علي تسعة نقاط
وفي السابعة والثلاثون يحصل علي ثماني نقاط
وفي الثامنة والثلاثون يحصل سبع نقاط
وفي التاسعة والثلاثون يحصل علي ست نقاط
وفي الاربعون يحصل علي خمس نقاط

## الوظيفة
وفي قانون الهجرة الكندي كما في سائر قوانين الهجرة هناك عدد معين من النقاط لهذا الشرط تحت بند الخبرة والتدريب وإذا كان عدد النقاط المطلوبة للهجرة هي 15 نقطة بالنسبة لقانون الهجرة الكندي فان النقاط التي تخص الوظيفة والتدريب منها 8 نقاط أي يتخطي المنتصف لتعلم اهمية هذا الامر
ويتم حساب هذه النقاط كالتالي:
-حين يكون الوقت المطلوب للاعداد المهني في هذه الوظيفة هو اقل من 3شهور فيحصل علي نقطة واحدة
-اما إذا تخطت ال3شهور وتقل عن ال12شهر فيتم منحه نقطتين لكل سنة خبرة شرط عدم زيادتها لسنتين

## وصلات خارجية
- Official website of the British Monarchy
- Official website of the United Kingdom Government
- Chief of State and Cabinet Members
- European Parliament- Blue Card Feature
- Council Directive 2009/50/EC of 25 May 2009
- Discussion about the Blue Card with Focus on Germany